# Newton Steers

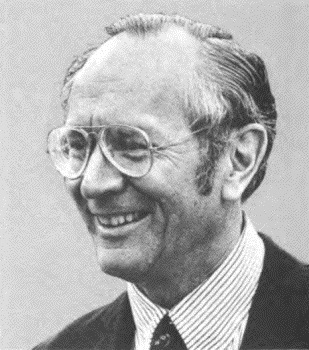
Newton Steers (1977)

Newton Ivan Steers Jr. (* 13. Januar 1917 in Glen Ridge, New Jersey; † 11. Februar 1993 in Bethesda, Maryland) war ein US-amerikanischer Politiker. Zwischen 1977 und 1979 vertrat er den Bundesstaat Maryland im US-Repräsentantenhaus.

## Werdegang
Newton Steers besuchte die öffentlichen Schulen in White Plains (New York) und danach bis 1935 die Hotchkiss School in Lakeville (Connecticut). Daran schloss sich bis 1939 ein Studium an der Yale University an. Bis 1943 studierte er Meteorologie am Massachusetts Institute of Technology. Danach diente er während des Zweiten Weltkrieges und anschließend noch bis 1946 im Fliegerkorps der US Army. Nach dem Krieg studierte Steers unter anderem Jura. Nach seiner Zulassung als Rechtsanwalt begann er in diesem Beruf zu arbeiten. In den Jahren 1951 bis 1953 war er bei der United States Atomic Energy Commission beschäftigt. Von 1953 bis 1965 leitete er verschiedene Investmentfirmen im Staat New York. Zwischen 1967 und 1970 fungierte er als Versicherungsbeauftragter des Staates Maryland.
Politisch schloss sich Steers der Republikanischen Partei an. 1962 kandidierte er noch erfolglos für den Kongress. Von 1964 bis 1966 war Steers Vorsitzender der Republikaner in Maryland; von 1971 bis 1977 gehörte er dem Staatssenat an. In den Jahren 1964 und 1984 war er Delegierter zu den jeweiligen Republican National Conventions. Bei den Kongresswahlen des Jahres 1976 wurde Steers im achten Wahlbezirk von Maryland in das US-Repräsentantenhaus in Washington, D.C. gewählt, wo er am 3. Januar 1977 die Nachfolge von Gilbert Gude antrat. Da er im Jahr 1978 nicht bestätigt wurde, konnte er bis zum 3. Januar 1979 nur eine Legislaturperiode im Kongress absolvieren.
1980 bewarb sich Newton Steers erfolglos um seine Rückkehr in den Kongress. Zwei Jahre später scheiterte eine Kandidatur für das Amt des Vizegouverneurs von Maryland. Er starb am 11. Februar 1993 in Bethesda.